# مستودون، میشیگان
مستودون (به انگلیسی: Mastodon Township) یک منطقهٔ مسکونی در ایالات متحده آمریکا است که در شهرستان آیرون، میشیگان واقع شده‌است.
 مستودون ۳۵۰٫۵ کیلومتر مربع مساحت و ۶۶۸ نفر جمعیت دارد و ۴۱۶ متر بالاتر از سطح دریا واقع شده‌است.